# Eom Hyeok
Eom Hyeok (ur. 26 grudnia 1985) – południowokoreański zapaśnik w stylu klasycznym. Zajął 35. miejsce w mistrzostwach świata w 2009. Srebrny medal na mistrzostwach Azji w 2009. Uniwersytecki mistrz świata w 2006 roku.